# 담양중학교
담양중학교(潭陽中學校)는 대한민국 전라남도 담양군 담양읍 천변리에 있는 공립 중학교이다.

## 학교 연혁
- 1946년 9월 20일 : 담양공립초급중학교로 개교
- 1950년 5월 20일 : 담양중학교로 교명 개칭
- 2024년 1월 9일 : 제76회 졸업(69명) 총 졸업생 수 20,941명
- 2024년 9월 1일 : 제29대 박용권 교장 부임

## 참고 자료
- 담양중학교 - 한국교육학술정보원 학교알리미